# Куля Маєра

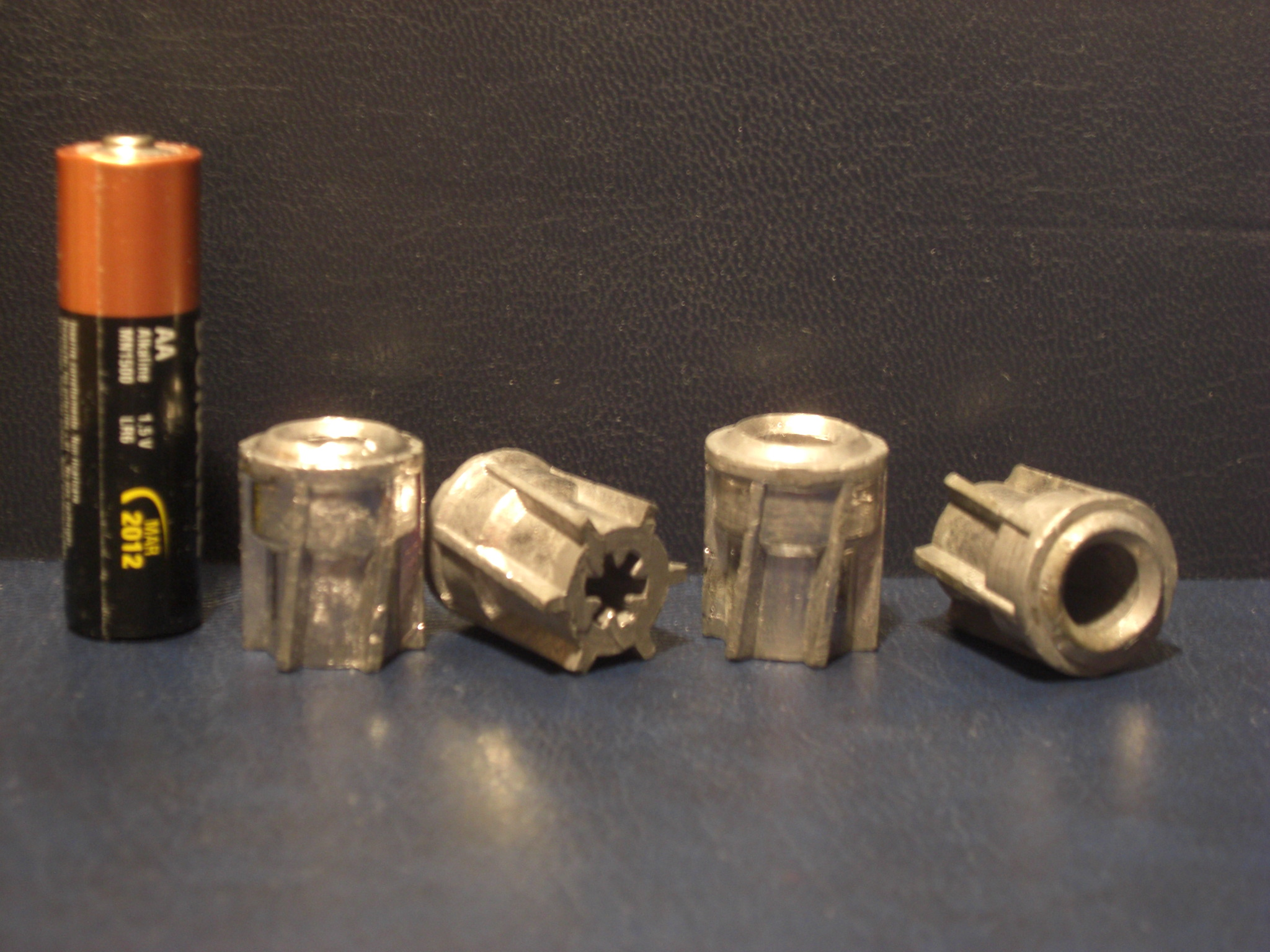
Кулі Маєра


Куля Маєра (рос. Пуля Майера) — одна з найпоширеніших на території колишнього СРСР куль для мисливської гладкоствольної зброї. В народі часто називається просто «Маєра» або «турбінка». Свою назву отримала на честь свого конструктора, радянського інженера А. К. Маєра, який створив цю кулю в 1963 році та сприяв її поширенню.

## Опис
Куля Маєра належить до турбінно-стрілочного типу. Вона виконана у формі циліндра з внутрішнім каналом. Всередині каналу і зовні кулі знаходяться похилі ребра, які, як вважали розробники, в польоті надаватимуть кулі обертання. Ребер зазвичай 6. Головна частина кулі важче хвостової.
Матеріал кулі — свинець. Діаметр кулі по зовнішнім ребрах дещо більше калібру зброї, тому при пострілі зовнішні ребра зминаються, чим забезпечують гарне центрування кулі в стволі.

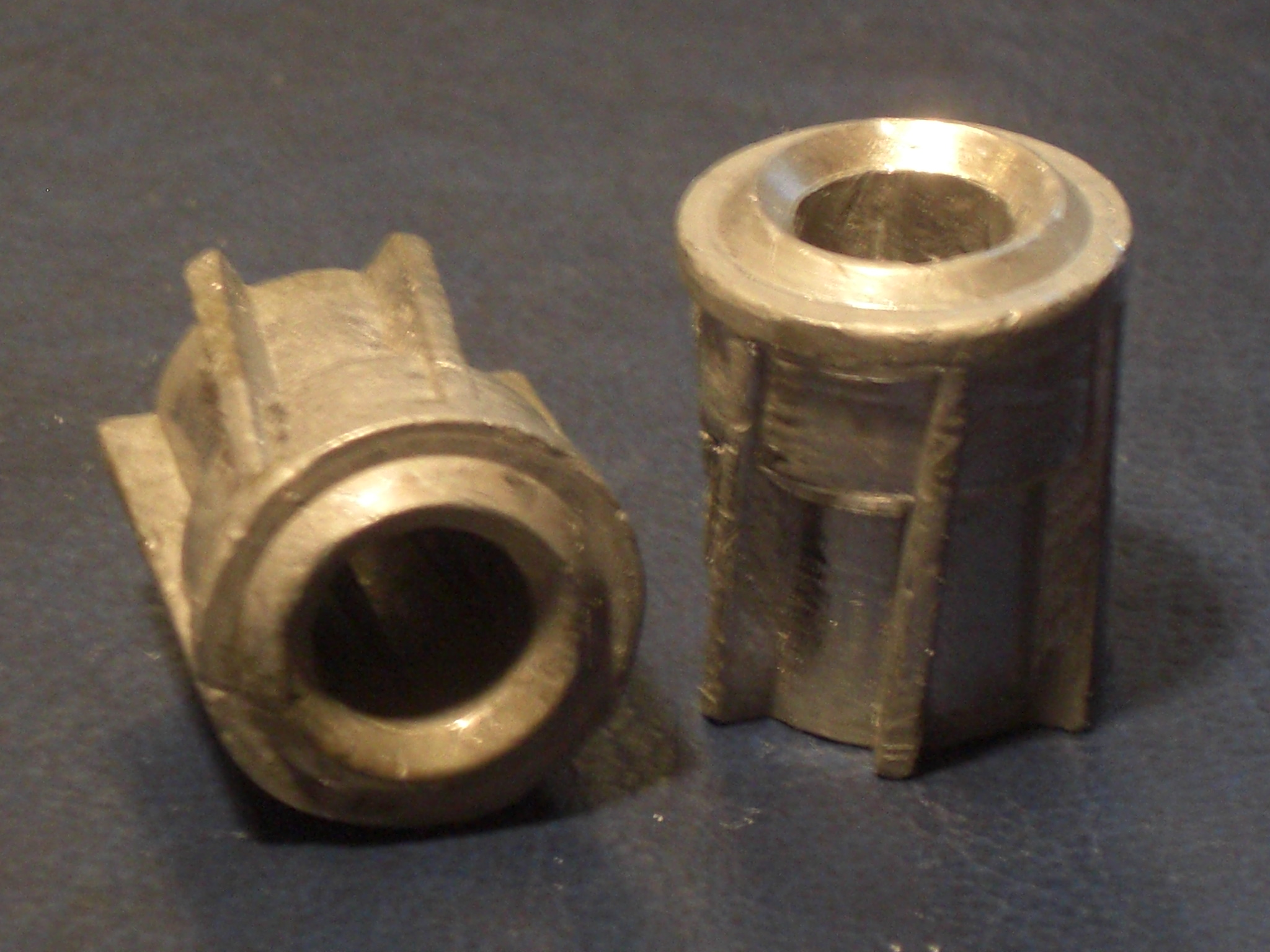
Кулі Маєра 12 калібру

Складна форма кулі ускладнює її виливання в домашніх умовах, проте багато мисливців виготовляють її самостійно, іноді вносячи в конструкцію власні особливості. Вага кулі у різних виробників може розрізнятись досить суттєво.

## Особливості, переваги і недоліки
Конструкція кулі виявилася вельми вдалою, незважаючи на те, що в польоті вона веде себе не зовсім так, як вважали розробники. Так, дослідження показали, що куля у польоті не обертається (тобто похилі ребра себе не виправдовують), а стабілізується тільки завдяки сприятливій аеродинамічній формі. Проте, куля Маєра, завдяки гарній збалансованості і щільній центровці в стволі дає прекрасні результати по влучності, практично недосяжні при стрільбі більшістю інших моделей куль для рушниць.
Розсіювання при стрільбі кулею Маєра наближається до показників для нарізної зброї, хоча цих результатів можливо досягнути лише при найретельнішому підборі куль (для кожної серії пострілів слід вибирати однакові за вагою кулі, без дефектів). Висока влучність кулі Маєра дозволяє успішно застосовувати її на дистанціях навіть більше 100 м, в той час як інші кулі — зазвичай лише до 60-70 м. Велика вага і хороша деформованість при попаданні надають кулі високу забійну здатність на всіх практичних дистанціях.
Куля не позбавлена і недоліків, які стають особливо помітні при неякісному кустарному виготовленні. Якщо при литві узятий м'який свинець, без добавок, що підвищують його міцність, то куля, особливо при посиленому заряді пороху, може сильно зминатись під впливом перевантаження при пострілі. Іноді при цьому навіть закривається внутрішній канал. Деформована куля летить геть не так влучно, як нормальна, часто перекидаючись в польоті. Це, мабуть, найбільша проблема, з якою можна зіткнутись при використанні кулі Маєра, хоча застосування підкаліберної кулі дещо усуває цей недолік. Багато користувачів рекомендують при стрільбі цієї кулею строго дотримуватися встановлених навісок пороху і не перевищувати їх.
Якщо ж матеріал кулі понад міру твердий, то зростає ризик пошкодження дульной частини ствола.
Крім того, навіть правильно відлита куля Майера не відрізняється стійкістю в польоті — вона легко відхиляється, зачіпаючи за кущі і гілки дерев.

## Призначення
Як і всі кулі для гладкоствольної мисливської зброї, куля Маєра призначена для полювання на великого звіра. В Північній Півкулі це насамперед лось, кабан, ведмідь і різні олені. Хороша забійна сила дозволяє застосовувати кулю Майера по найбільшим звірам, які трапляються в нашій країні.

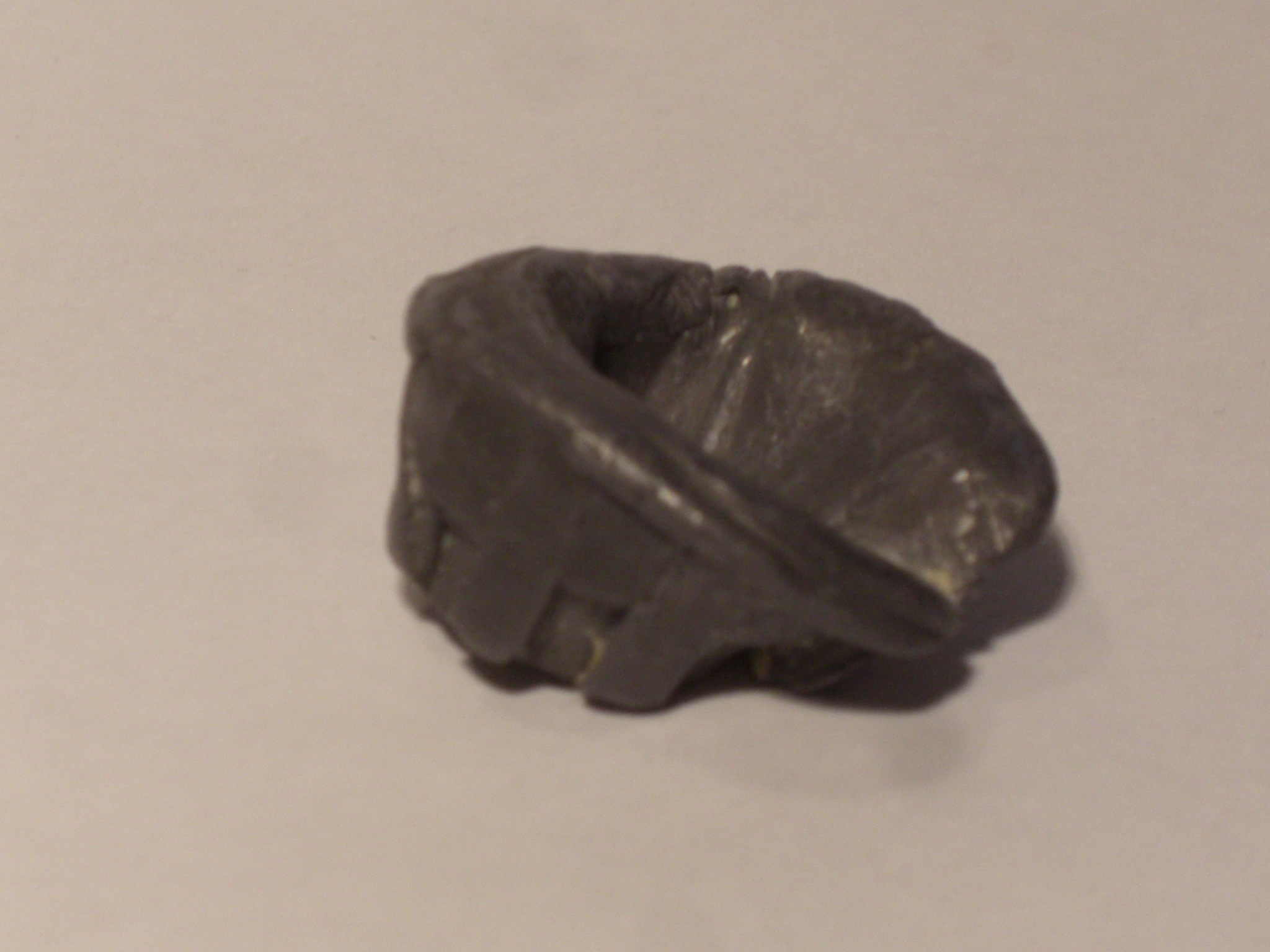
Деформована куля Маєра 12 калібру, витягнута з туші кабана

Кулю Маєра, зазвичай, легко купити — вона часто зустрічається в мисливських магазинах і продається за відносно низькою ціною.

## Технічні характеристики
- Довжина: 22 ± 0,3 мм для кулі 12 і 16 калібру.
- Вага: 12 калібру близько 34 г, 16-го — близько 29.
- Початкова швидкість: 340 … 420 м/с залежно від спорядження патрона.
- Дулова енергія: 2,8 … 3,5 кДж залежно від спорядження патрона.